# Lövstaholm
Lövstaholm är en småort i Lysviks socken, Sunne kommun. 
Orten ligger omkring två mil nordost om Sunne, vid vägen mellan orterna Lysvik och Råda.
Nils Lofgren -musiker har sina rötter i Lövstaholm

## Befolkningsutveckling
| Befolkningsutvecklingen | Befolkningsutvecklingen | Befolkningsutvecklingen | Befolkningsutvecklingen | Befolkningsutvecklingen |
| ----------------------- | ----------------------- | ----------------------- | ----------------------- | ----------------------- |
|                         |                         |                         |                         |                         |
| År                      |                         |                         | Invånare                |                         |
| 1995                    | 1995                    |                         | 84                      | 84                      |
| 2000                    | 2000                    |                         | 87                      | 87                      |
| 2005                    | 2005                    |                         | 77                      | 77                      |
| 2010                    | 2010                    |                         | 66                      | 66                      |
| 2015                    | 2015                    |                         | 62                      | 62                      |
| Källa                   |                         |                         |                         |                         |